# 목포동신대학교한방병원
목포동신대학교한방병원(木浦東新大學校韓方病院)은 전라남도 목포시에 위치한다. 동신대학교 한의과대학 부속 한방병원이다.

## 같이 보기
- 동신대학교
- 한의과대학